# Hamelia cuprea
Hamelia cuprea är en måreväxtart som beskrevs av August Heinrich Rudolf Grisebach. Hamelia cuprea ingår i släktet Hamelia och familjen måreväxter. Inga underarter finns listade i Catalogue of Life.